# (1816) Liberia
(1816) Liberia ist ein Asteroid des Hauptgürtels, der am 29. Januar 1936 vom südafrikanischen Astronomen Cyril V. Jackson in Johannesburg entdeckt wurde.
Benannt ist der Asteroid nach dem westafrikanischen Land Liberia.